# Kempei Usui
Kempei Usui (碓井 健平 Usui Kempei?), född 15 maj 1987 i Chiba prefektur, är en japansk fotbollsspelare.
Usui började sin karriär 2010 i Shimizu S-Pulse. 2013 flyttade han till JEF United Chiba. Han gick tillbaka till Shimizu S-Pulse 2015. Efter Shimizu S-Pulse spelade han för FC Machida Zelvia.